# New York Jets 2010
La stagione 2010 dei New York Jets è stata la 41ª della franchigia nella National Football League, la 51ª complessiva. La squadra migliorò il record di 9-7 della stagione precedente facendo ritorno ai playoff. Considerati da diversi analisti come favoriti per la vittoria della division mentre l'allenatore Rex Ryan si spinse così in là da garantire la vittoria del Super Bowl. I Jets con la vittoria sui Detroit Lions stabilirono un record di franchigia con la sesta vittoria consecutiva in trasferta, seguita da una sui Cleveland Browns . In quest'ultima divennero la prima formazione della storia della NFL a vincere due gare consecutive in trasferta ai tempi supplementari. La loro striscia positiva tra le mura esterne si chiuse nella settimana 13 contro i New England Patriots perdendo per 45-3. I Jets incontrarono nuovamente i Patriots cinque settimane dopo a Foxboro nel divisional round dei playoff vincendo per 28–21. La settimana successiva, i Jets persero per 24–19 contro i Pittsburgh Steelers nella finale della AFC. Al 2018 questa è l'ultima qualificazione del club ai playoff.

## Scelte nel Draft 2010

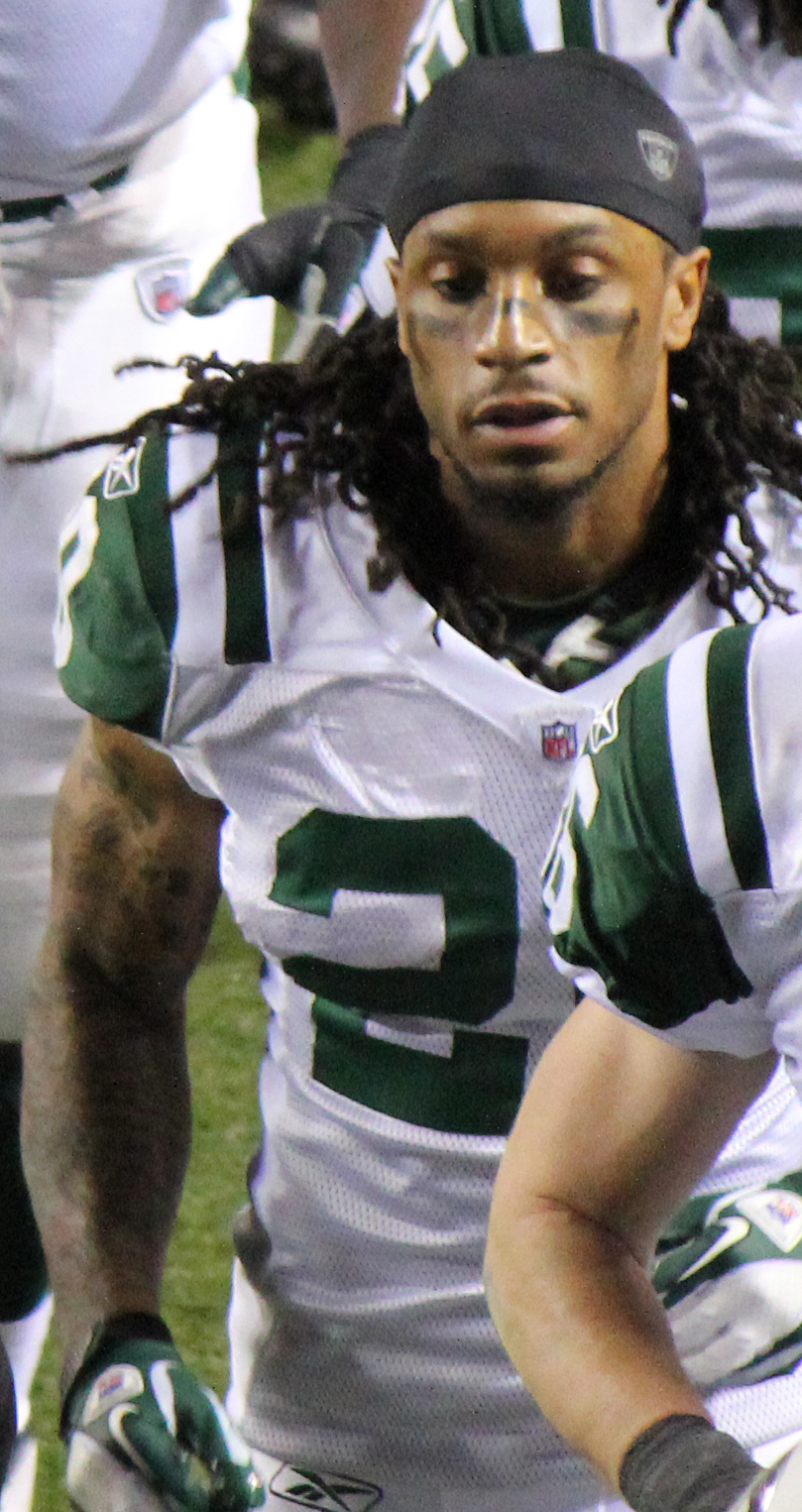
Kyle Wilson è stato la scelta del primo giro dei Jets nel draft 2010

| Scelte dei Jets nel Draft 2010 | Scelte dei Jets nel Draft 2010 | Scelte dei Jets nel Draft 2010 | Scelte dei Jets nel Draft 2010 | Scelte dei Jets nel Draft 2010      |
| Ordine                         | Ordine                         | Giocatore                      | Ruolo                          | College                             |
| Giro                           | Scelta                         | Giocatore                      | Ruolo                          | College                             |
| ------------------------------ | ------------------------------ | ------------------------------ | ------------------------------ | ----------------------------------- |
| 1                              | 29                             | Kyle Wilson                    | Cornerback                     | Boise State University              |
| 2                              | 61                             | Vladimir Ducasse               | Offensive tackle               | University of Massachusetts Amherst |
| 4                              | 112                            | Joe McKnight                   | Running Back                   | University of Southern California   |
| 5                              | 139                            | John Conner                    | Fullback                       | University of Kentucky              |

## Roster
| Roster dei New York Jets nel 2010 |
| --- |
| Quarterback - 8 Mark Brunell - 11 Kellen Clemens - 6 Mark Sanchez Running Back - 38 John Conner FB - 23 Shonn Greene - 25 Joe McKnight - 49 Tony Richardson FB - 21 LaDainian Tomlinson Wide Receiver - 89 Jerricho Cotchery - 17 Braylon Edwards - 10 Santonio Holmes PR - 16 Brad Smith KR - 88 Patrick Turner Tight End - 86 Jeff Cumberland - 84 Ben Hartsock - 81 Dustin Keller - 82 Matthew Mulligan Offensive Linemen - 62 Vladimir Ducasse G - 60 D'Brickashaw Ferguson T - 78 Wayne Hunter T - 74 Nick Mangold C - 65 Brandon Moore G - 68 Matt Slauson G - 75 Robert Turner C/G Defensive Linemen - 70 Mike DeVito DE - 94 Marcus Dixon NT - 92 Shaun Ellis DE - 50 Vernon Gholston DE - 71 Jarron Gilbert DE - 91 Sione Pouha NT - 93 Trevor Pryce DE - 96 Martin Tevaseu NT Linebacker - 52 David Harris ILB - 56 Lance Laury ILB - 53 Josh Mauga ILB - 97 Calvin Pace OLB/DE - 57 Bart Scott ILB - 99 Jason Taylor OLB/DE - 58 Bryan Thomas OLB/DE - 55 Jamaal Westerman OLB/DE Defensive Back - 34 Marquice Cole CB - 30 Drew Coleman CB - 37 Emanuel Cook SS - 31 Antonio Cromartie CB - 44 James Ihedigbo SS - 26 Dwight Lowery CB - 22 Brodney Pool FS - 24 Darrelle Revis CB - 33 Eric Smith FS - 20 Kyle Wilson CB Special Team - 2 Nick Folk K - 46 Tanner Purdum LS - 9 Steve Weatherford P Lista delle riserve - 3 Erik Ainge QB (Did Not Report) - -- Will Billingsley CB - -- Carlos Brown RB - 4 T.J. Conley P - 69 Marlon Davis G - 77 Kris Jenkins NT (IR) - -- Chris Jennings RB - -- Ellis Lankster CB - -- Joey LaRocque ILB - 36 Jim Leonhard SS (IR) - 7 Kevin O'Connell QB (IR) - 79 Ropati Pitoitua DE (IR) - -- Carlton Powell NT - -- Richard Taylor CB - -- Brian Toal ILB - -- Lorenzo Washington DE - -- Drew Willy QB - 67 Damien Woody OT (IR) Squadra di allenamento - 51 Cody Brown OLB - 95 Shawn Crable OLB - 59 Robby Felix C - 98 Matt Kroul DE - 72 Dennis Landolt G - 18 Logan Payne WR - 48 Brashton Satele ILB |
| Legenda - I rookie sono in corsivo. - Il primo ruolo è il principale mentre gli eventuali successivi indicano i ruoli secondari. - (IR) sta per Injured Reserve ed indica la lista ristretta per un solo giocatore infortunato che può tornare ad allenarsi dopo la settimana 6 e a rientrare in prima squadra dopo che questa ha giocato 8 partite. - (NF-Inj.) / (NF-Ill.) stanno rispettivamente per Non-Football Injured e Non-Football Illness ed indicano le liste dove viene inserito un giocatore che ha un infortunio o una malattia non dipendente dal football americano. - (PUP) sta per Physically Unable to Perform ed indica la lista dove viene inserito un giocatore mentre è in attesa di recuperare la condizione fisica. Nella stagione regolare dopo la sesta partita giocata dalla propria squadra, il giocatore ha tempo tre settimane per riprendere ad allenarsi, più tre settimane aggiuntive dal suo rientro agli allenamenti per rientrare in prima squadra. |

## Calendario
| Stagione regolare | Stagione regolare       | Stagione regolare  | Stagione regolare  | Stagione regolare          | Stagione regolare  |
| Turno             | Avversario              | Risultato          | Risultato          | Stadio                     | TV                 |
| Turno             | Avversario              | Ris. finale        | Record             | Stadio                     | TV                 |
| ----------------- | ----------------------- | ------------------ | ------------------ | -------------------------- | ------------------ |
| 1                 | Baltimore Ravens        | S 9–10             | 0–1                | New Meadowlands Stadium    | ESPN               |
| 2                 | New England Patriots    | V 28–14            | 1–1                | New Meadowlands Stadium    | CBS                |
| 3                 | at Miami Dolphins       | V 31–23            | 2–1                | Sun Life Stadium           | NBC                |
| 4                 | at Buffalo Bills        | V 38–14            | 3–1                | Ralph Wilson Stadium       | CBS                |
| 5                 | Minnesota Vikings       | V 29–20            | 4–1                | New Meadowlands Stadium    | ESPN               |
| 6                 | at Denver Broncos       | V 24–20            | 5–1                | INVESCO Field at Mile High | CBS                |
| 7                 | Settimana di pausa      | Settimana di pausa | Settimana di pausa | Settimana di pausa         | Settimana di pausa |
| 8                 | Green Bay Packers       | S 0–9              | 5–2                | New Meadowlands Stadium    | Fox                |
| 9                 | at Detroit Lions        | V 23–20 (DTS)      | 6–2                | Ford Field                 | CBS                |
| 10                | at Cleveland Browns     | V 26–20 (DTS)      | 7–2                | Cleveland Browns Stadium   | CBS                |
| 11                | Houston Texans          | V 30–27            | 8–2                | New Meadowlands Stadium    | CBS                |
| 12                | Cincinnati Bengals      | V 26–10            | 9–2                | New Meadowlands Stadium    | NFLN / WPIX        |
| 13                | at New England Patriots | S 3–45             | 9–3                | Gillette Stadium           | ESPN               |
| 14                | Miami Dolphins          | S 6–10             | 9–4                | New Meadowlands Stadium    | CBS                |
| 15                | at Pittsburgh Steelers  | V 22–17            | 10–4               | Heinz Field                | CBS                |
| 16                | at Chicago Bears        | S 34–38            | 10–5               | Soldier Field              | CBS                |
| 17                | Buffalo Bills           | V 38–7             | 11–5               | New Meadowlands Stadium    | CBS                |

### Playoff
| Playoff | Playoff    | Playoff  | Playoff                 | Playoff     | Playoff   | Playoff           | Playoff | Playoff |
| Turno   | Data       | Ora (ET) | Avversario              | Risultato   | Risultato | Stadio            | TV      | Sintesi |
| Turno   | Data       | Ora (ET) | Avversario              | Ris. finale | Record    | Stadio            | TV      | Sintesi |
| ------- | ---------- | -------- | ----------------------- | ----------- | --------- | ----------------- | ------- | ------- |
| WC      | 8 gennaio  | 8:00 pm  | at Indianapolis Colts   | V 17–16     | 1–0       | Lucas Oil Stadium | NBC     | Recap   |
| DIV     | 16 gennaio | 4:30 pm  | at New England Patriots | V 28–21     | 2–0       | Gillette Stadium  | CBS     | Recap   |
| CONF    | 23 gennaio | 6:30 pm  | at Pittsburgh Steelers  | S 19–24     | 2–1       | Heinz Field       | CBS     | Recap   |

## Classifiche
| AFC East                 | AFC East | AFC East | AFC East | AFC East | AFC East | AFC East | AFC East | AFC East | AFC East |
|                          | V        | S        | P        | PCT      | DIV      | CONF     | PF       | PS       | STR      |
| ------------------------ | -------- | -------- | -------- | -------- | -------- | -------- | -------- | -------- | -------- |
| (1) New England Patriots | 14       | 2        | 0        | .875     | 5–1      | 10–2     | 518      | 313      | V8       |
| (6) New York Jets        | 11       | 5        | 0        | .688     | 4–2      | 9–3      | 367      | 304      | V1       |
| Miami Dolphins           | 7        | 9        | 0        | .438     | 2–4      | 5–7      | 275      | 332      | S3       |
| Buffalo Bills            | 4        | 12       | 0        | .250     | 1–5      | 3–9      | 283      | 425      | S2       |